# باب اورتن جونیور
باب اورتون جونیور (انگلیسی: Bob Orton Jr.؛ زادهٔ ۱۰ نوامبر ۱۹۵۰) کشتی‌گیر کشتی حرفه‌ای اهل ایالات متحده آمریکا است.
وی همچنین برندهٔ جوایزی همچون تالار شهرت دبلیو دبلیو ای شده‌است.